# Jim Martin (muzyk)
Jim „Big” Martin (ur. 21 lipca 1961 w Oakland w stanie Kalifornia w USA) – amerykański muzyk, kompozytor i instrumentalista, gitarzysta. Znany z występów w grupach muzycznych Faith No More, Voodoocult czy The Behemoth. Ponadto współpracował z grupami Primus, Lynyrd Skynyrd, Spastik Children.
W 2004 roku muzyk został sklasyfikowany na 90. miejscu listy 100 najlepszych gitarzystów heavymetalowych wszech czasów według magazynu Guitar World.

## Dyskografia
- Faith No More – We Care a Lot (1985)
- Faith No More – Introduce Yourself (1987)
- Faith No More – The Real Thing (1989)
- Faith No More – Angel Dust (1992)
- Voodoocult – Voodoocult (1995)
- The Behemoth – The Behemoth (1996)
- Jim Martin – Milk And Blood (1997)
- Metallica – Garage Inc. (1998, utwór: "Tuesday's Gone")
- Primus – Antipop (1999, utwór: "Eclectic Electric")
- Anand Bhatt/Jim Martin – Conflict (2000)
- Flybanger – Headtrip to Nowhere (2001, utwory: "Cavalry" i "When Are You (Gonna Die)?")
- Echobrain – Echobrain (2002)

## Filmografia
- Metallimania (1997, film dokumentalny, reżyseria: Marc Paschke)[3]